# Tim Stamper

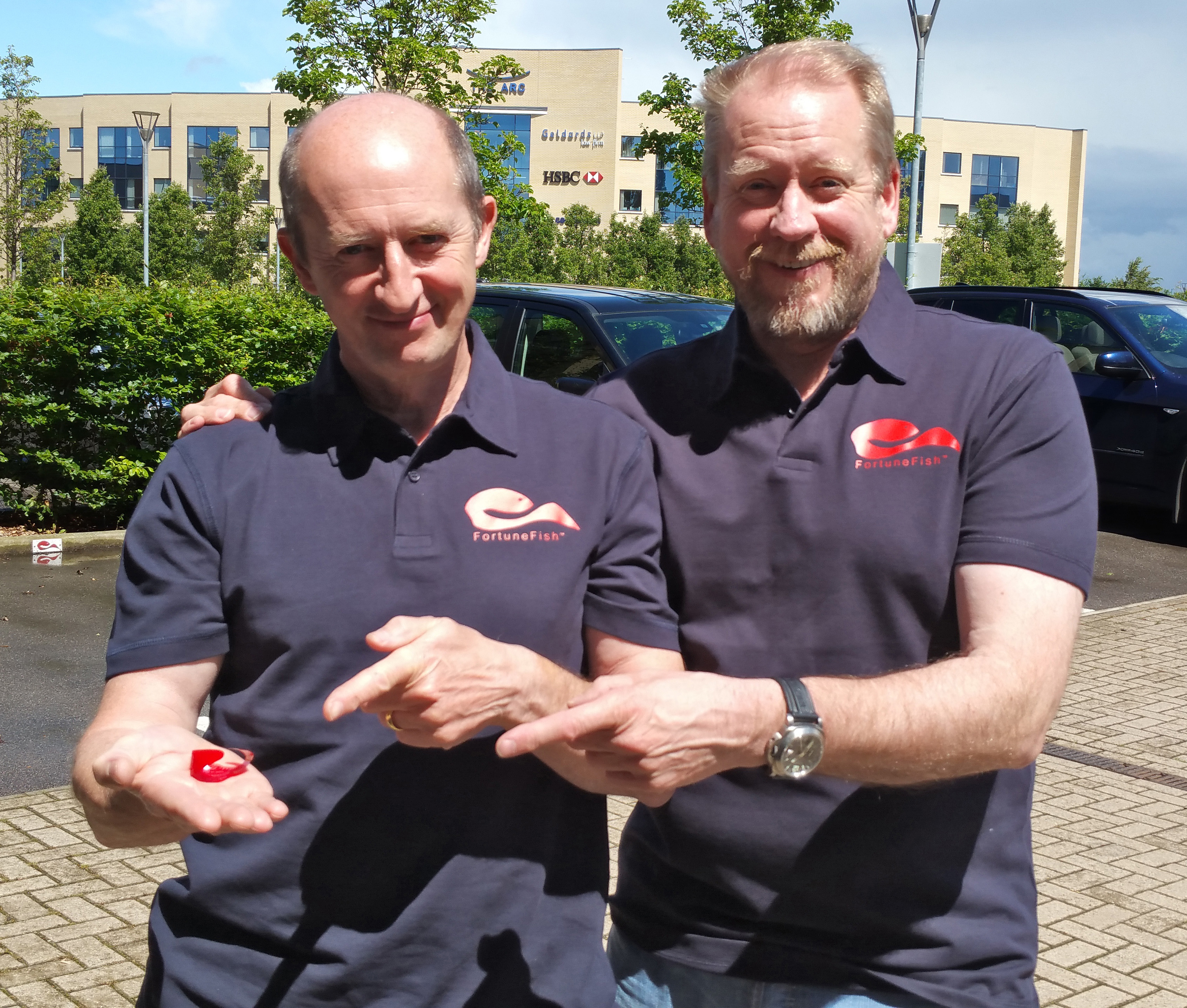
Tim och Chris Stamper (2015)

Tim Stamper, född 1961, är en av bröderna Stamper som grundade spelutvecklingsföretaget Rare. Tims bror heter Chris Stamper. Tim Stamper är gift med Carol Stamper och har tre barn.
Han har tillsammans med sin bror hjälpt till att skapa spel som Sabre Wulf, Knight Lore, Donkey Kong Country, Goldeneye 007, Kameo: Elements of Power, Perfect Dark Zero och Viva Piñata.